# Pollux (étoile)
Pour les articles homonymes, voir Pollux.
Désignations
Pollux, ou Beta Geminorum dans la désignation de Bayer (β Gem / β Geminorum, parfois francisé en Bêta des Gémeaux), est l'étoile la plus brillante de la constellation des Gémeaux et l'une des plus brillantes du ciel nocturne. Sa magnitude apparente est de 1,14. D'après la mesure de sa parallaxe annuelle par le satellite Hipparcos, elle se situe à 33,8 a.l. de la Terre. Pollux est aussi la première étoile visible à l'œil nu connue pour posséder une planète extrasolaire en orbite.
Bien qu'elle porte la désignation de Bayer « β », Pollux est plus brillante qu'α Geminorum, Castor.

## Nomenclature
Pollux est le vieux grec transmis par les Latins pour l'étoile Beta Geminorum / β Gem, la plus brillante de la constellation des Gémeaux. Celle-ci est une création de l'astronomie mésopotamienne où MAŠ.MAŠ = Tū’amū, « les Jumeaux », sont assimilés aux portiers de l’Enfer, Lugal-irra et Meslamta-ea. En héritant cette constellation de Mésopotamie, il va de soi que les Grecs, suivis par les Latins, l'ont adaptée à leur imaginaire : son nom traditionnel fait référence, dans la mythologie gréco-latine, à Pollux, un des deux fils jumeaux de Zeus et de Léda. Passé sous silence par les astronomes médiévaux qui avaient les yeux rivés sur les traités arabes, le nom Pollux est exhumé à la Renaissance, comme en témoigne l’Uranometria de Johann Bayer (1603), et il est aujourd'hui approuvé par l'Union astronomique internationale (UAI).
L'étoile porte également des noms venus de l'arabe, notamment : 
1. Raselgeuze [Posterior], qui est l'arabe رأس الجوزاء Ra’s al-Ğawzā’ , « la Tête d’Elgeuze », introduit pour cette étoile au XIIIe siècle à partir des Tables alphonsines. Absent de  l’Uranometria de Johann Bayer (1603), il est toutefois relevé par Richard Allen (1899),.
2. Al Ras al Taum al Muahhar, qui est l'arabe رأس اتاوم المٶخّر Ra’s al-Ta’wum al-mu’aḫḫar, « la Tête du Jumeau Postérieur ». Thomas Hyde (1865) l'a transcrit Râs AlTawum AlMuáccher à partir du سلطانی Zīğ-i Sulṭānī ou « Tables sultaniennes » d’Uluġ Bēg (1437). Mais c’est à partir de la reprise fautive de Richard Allen (1899) de cette transcription, soit Al Rās al Taum al Mu'ahhār, que le nom est diffusé dans les catalogues contemporains.
En astronomie chinoise, Pollux est connue comme 北河三 (Běi Hé sān) qui signifie littéralement « la Troisième [étoile] de la Rivière du nord » car elle compose, avec Castor et ρ Geminorum, 北河 (Běi Hé), la « Rivière du nord », un sous-groupe de l'astérisme Nan bei he représentant deux petites vallées en bordure de la rivière céleste Tianhe (en fait la Voie lactée).

## Propriétés physiques
Pollux est une géante jaune-orange de type spectral K0 IIIb. Elle est environ 1,7 fois plus massive que le Soleil et son rayon est 8,8 fois plus grand que le rayon solaire. Sa métallicité, c'est-à-dire son contenu en éléments plus lourds que l'hélium est incertaine, avec des estimations qui vont de 85 % à 155 % l'abondance du Soleil.

## Étoiles doubles
D'après le Catalogue d'étoiles doubles de Washington, Pollux (ADS 6335 A) compose une étoile double avec chacune des cinq étoiles suivantes : ADS 6335 B, ADS 6335 C, ADS 6335 E, ADS 6335 F et ADS 6335 G. Tous ces compagnons sont optiques, ces étoiles n'ayant pas de lien physique avec Pollux et leur proximité apparente avec l'étoile est donc fortuite.
ADS 6335 C compose également une étoile double avec ADS 6335 D ainsi qu'avec ADS 6335 E et ADS 6335 F.

## Système planétaire
En 1993, l'hypothèse de la présence d'une planète orbitant autour de Pollux, se basant sur les oscillations de la vitesse radiale, est publiée. Cette hypothèse est confirmée le 16 juin 2006 par l'astronome Artie P. Hatzes. Cette exoplanète, baptisée « Pollux b » puis « Thestias », possède une masse d'environ 2,3 fois celle de Jupiter et orbite autour de son étoile en 590 jours environ.
| Planète      | Masse (MJ)    | Période orbitale (en j) | Axe semi-majeur (ua) | Excentricité |
| ------------ | ------------- | ----------------------- | -------------------- | ------------ |
| b (Thestias) | > 2,30 ± 0,45 | 589,64 ± 0,81           | 1,64 ± 0,27          | 0,02 ± 0,03  |